# Eric Brook
Eric Fred Brook (Mexborough, 1907. november 27. – 1965. március 29.) angol válogatott labdarúgó, a Manchester City góllövőlistáját Tommy Johnson-nal közösen 158 góllal vezette, minden sorozatot nézve pedig 177 gólt szerzett, melyben szintén klubcsúcstartó volt 2017. november 1-jéig, ekkor Sergio Agüero átvette a vezetést a Napoli ellen szerzett góljával. A bajnoki gólokat tekintve Agüero 2019. február 10-én ezt a rekordot is megdöntötte a Chelsea elleni mérkőzésen szerzett második góljával.

## Sikerek
Manchester City
- FA-kupa győztes: 1934
- Első osztály bajnok: 1936–37

## Fordítás
Ez a szócikk részben vagy egészben  az   Eric Brook című angol Wikipédia-szócikk fordításán alapul.  Az eredeti cikk szerkesztőit annak laptörténete sorolja fel. Ez a jelzés csupán a megfogalmazás eredetét és a szerzői jogokat jelzi, nem szolgál a cikkben szereplő információk forrásmegjelöléseként.